# Pont de Pirmil
Pour les articles homonymes, voir Pirmil (homonymie).
Le pont de Pirmil est un pont de Nantes, qui relie l'île de Nantes au quartier Nantes Sud en franchissant le bras de la Loire appelé « bras de Pirmil ».
Il relie le boulevard des Martyrs-Nantais-de-la-Résistance via la place Victor-Mangin au nord, à la place Pirmil, au sud.
Ce pont constitue, avec le pont Haudaudine, la limite maritime de la Loire à Nantes. La partie en amont de ce pont est considérée comme fluviale.

## Le pont de Pirmil dans le système de franchissement de labasse-Loire
Du IXe au XIXe siècle, on ne pouvait traverser la Loire que par bateau ou par la première « ligne de ponts » dont le pont de Pirmil était l'élément le plus méridional. Actuellement, cette ligne est réduite à deux ponts (le « pont de Pirmil » et le « pont Général-Audibert »), mais avant les travaux de comblement de la Loire dans les années 1930, outre ces deux ponts, il existait quatre autres ouvrages d'art importants (le « pont de la Poissonnerie », le « pont de la Belle-Croix», le « pont Toussaint » et le « pont des Récolets »), jalonnant une voie surélevée formée par la chaussée de la Madeleine, la rue Grande-Biesse, la rue Petite-Biesse et la rue de Vertais, le tout se terminant par la place Victor-Mangin, qui parcourait les anciennes îles nantaises, alors peu peuplées parce que soumises au risque d'inondation.
Au XIXe siècle ont été établis des ponts ferroviaires, notamment le « Pont de la Vendée » (ligne Nantes-Saintes).
Après la Seconde Guerre mondiale, les rues « Grande-Biesse » et « Petite-Biesse » seront rétrogradées en voies de desserte, pour laisser la place au nouveau Boulevard des Martyrs-Nantais-de-la-Résistance, artère large et rectiligne, mieux adaptée à la circulation automobile. Le tracé de la rue de Vertais, devenue depuis une impasse, sera en grande partie englobé par le square homonyme.
Mais ce n'est qu'en 1966 qu'est créée la « deuxième ligne de ponts » (« Georges-Clemenceau » et « Aristide-Briand ») pour la circulation automobile, qui était déjà projetée des années 1920. Avant l'ouverture de cette ligne, le pont routier le plus proche de Nantes était le pont de Thouaré, à 10 km en amont ; en aval, il n'existait aucun pont routier, mais il y avait plusieurs bacs sur l'estuaire un peu en aval de Nantes (Le Pellerin, Indre) dont la plupart existent encore, ainsi que celui de Saint-Nazaire, remplacé par le pont dans les années 1970.
Depuis 1966, de nouveaux ponts ont été établis à travers la Loire (pont de Cheviré et ponts de Bellevue), ainsi qu'à travers les deux bras qui délimitent l'île de Nantes. Le pont de Pirmil est donc beaucoup moins important qu'autrefois sur le plan pratique, mais il le reste sur le plan symbolique, comme le point de départ pendant des siècles des routes partant de Nantes vers le sud : vers Saint-Sébastien et Basse-Goulaine, Clisson et Poitiers, Les Sorinières et La Rochelle, Rezé et Pornic ; Pirmil était aussi le départ du chemin de Saint-Jacques-de-Compostelle, signalé par l'hospice Saint-Jacques (devenu hôpital) tout proche du pont.

## Historique

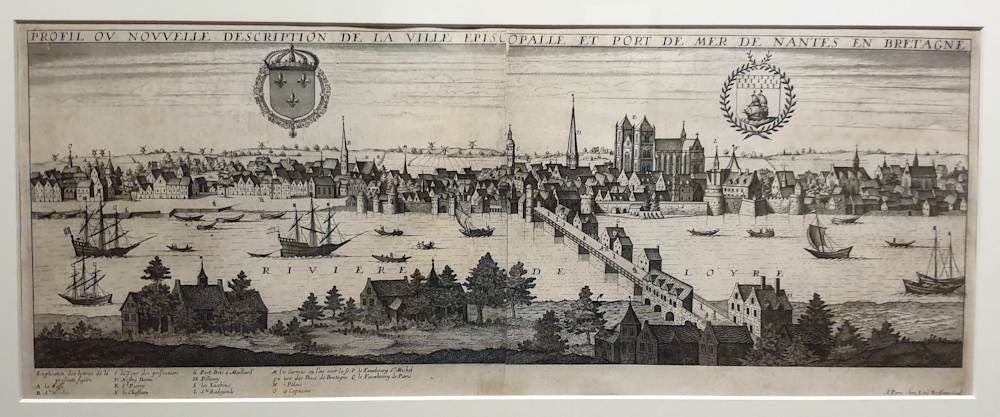
Gravure représentant le pont en 1645.

Plusieurs ponts homonymes se sont succédé à cet endroit depuis le IXe siècle. On le mentionne déjà sous le règne d'Alain Ier), reliant le bourg de Vertais (localité située au nord du pont et qui s'étendait jusqu'au « boire des Récollets ») à celui de Pirmil (au sud de l'ouvrage) ; l'hypothèse d'une construction en 877 est avancée. À l'époque, il ne s'agit que d'une simple passerelle en bois qui est régulièrement emportée par les crues et les glaces,.
Ce pont, long de 130 toises (environ 230 mètres) est détruit une vingtaine de fois. En 1366, le duc Jean IV fait construire une forteresse près du village de Pirmil (dont le nom viendrait du latin Pila milliaria, désignant une borne milliaire romaine), le château de Pirmil, pour protéger l'accès sud du pont, sur la rive gauche de la Loire. Cette construction est confiée à l'amiral Nicolas Bouchard.

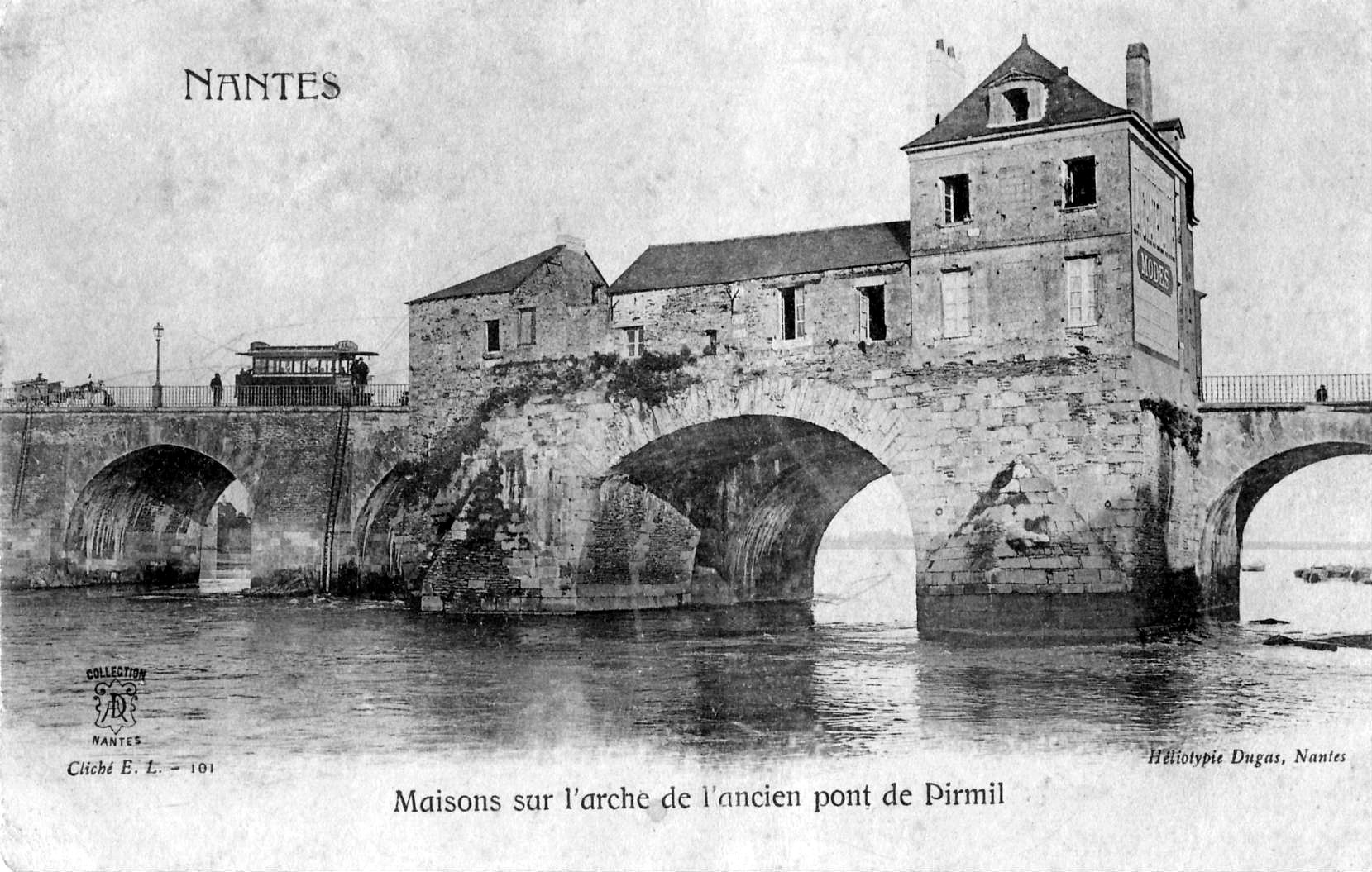
L'ancien pont de Pirmil, au tout début du XX, avec ses maisons, et un ancien tramway de Nantes à l'approche

Au cours du XVIe siècle, le pont est emporté quatre fois par les crues du fleuve : celle de 1564 a lieu alors que le roi Charles IX prépare son entrée dans la cité des Ducs. L'ouvrage est à nouveau sinistré en 1586, 1651 et 1711.
Le pont est une nouvelle fois reconstruit : il mesure alors environ 245 mètres de longueur, et est constitué de 15 arches de plein-cintre s'appuyant sur d'énormes blocs de granit (seules deux arches sont construites en bois pour pouvoir être détruites rapidement en cas de danger). Il permet le passage de quatre chariots de front. Au fil du temps, des habitations apparaissent sur le pont ; certaines sont encore présentes en 1924.
L'ouvrage présente la particularité d'avoir des arches en bois, celles le plus au sud, à la jonction avec la rive gauche de la Loire, et un pont-levis. Il s'agit d'un dispositif défensif, les arches en bois pouvant être facilement détruites pour empêcher le franchissement à d'éventuels ennemis, et ainsi couper la route de Nantes en provenance du sud. C'est ainsi qu'en 1793, lors de la bataille de Nantes, les républicains bloquent l'avancée vendéenne, épisode qui se renouvelle en 1830.
En 1862, trois arches sont réparées, et la chaussée de l'accès sud est nivelée (rue du Dos-d'Âne). Puis un programme de modernisation du pont, prévoyant l'utilisation de deux piles au lieu de quinze et un élargissement du tablier, est lancé. Il est interrompu après le début de la Première Guerre mondiale. Les premiers travaux effectués sont la démolition de deux arches au nord, et l'installation provisoire d'un pont en bois à cet endroit. Mais, ainsi déséquilibré sur une trop longue période, le pont s'effondre le 26 mai 1924. Un pont-route du génie, constitué de bateaux (pont Pigeaud), est installé provisoirement, tandis qu'on procède à l'installation d'un pont métallique à trois travées.
Cet ouvrage a une courte existence, puisque les troupes d'occupation allemandes le font sauter le 12 août 1944. Après la mise en place d'un service de passage en barque entre la Prairie d'Aval et la rue du Dos-d'Âne, une passerelle sur caissons flottants, à laquelle succède un pont en bois de 6 m de large sur 285 m de long, est établie côté Saint-Sébastien. L'ouvrage définitif, achevé en octobre 1947, est fait sur le même modèle que celui de 1924, mais est plus large que ce dernier. L'ancienne travée de 900 tonnes qui s'est effondrée dans la Loire lors de la destruction du pont est réutilisée pour cette reconstruction.
Le pont de Pirmil est doublé en 1994 pour la ligne 2 du tramway.